# Cocapop
Cocapop è un film italiano del 2010 diretto da Pasquale Pozzessere.

## Trama
Tre storie di dipendenza da cocaina che riguardano tre diverse generazioni.
Un'anziana signora scopre che l'uomo con cui è sposata da molti anni fa uso di cocaina e quando questi se ne accorge inizia ad aggredirla e umiliarla violentemente. 
Una coppia benestante scopre che il figlio ventenne usa regolarmente cocaina per concentrarsi nello studio e la loro incertezza ad affrontare il problema fa degenerare la situazione. 
Una musicista cocainomane appena rientrata da Berlino scopre di essere incinta e comincia ad avere delle visioni.